# عقد 850 ق م
عقد 850 ق م هو عقد امتد بين 31 ديسمبر 859 ق م و1 يناير 850 ق م بحسب التقويم اليولياني البروليبتي (التقويم الميلادي). سبقه عقد 860 ق م ولحقه عقد 840 ق م.

## أحداث
- 859 ق.م—Shalmaneser هاجم سوريا وفلسطين.
- 858 ق.م—Aramu أصبح ملك أرارات.
- 858 ق.م—شلمنصر الثالث خلف آشور ناصربال الثاني كملك لآشور.

## وفيات
- 859 ق.م— توفى آشور ناصربال الثاني.

## كتب
- Yves Denis Papin (1998). Chronologie de l'histoire ancienne. Lieu de publication non identifié: Éditions Jean-paul Gisserot. ISBN:2-87747-346-5. OCLC:40746926. مؤرشف من الأصل في 2022-03-16.
- موسوعة حضارة العالم (2002) لأحمد محمد عوف.

## روابط خارجية
- تصفح سنة بسنة عقد 850 ق م على موقع onthisday.com
- تصفح سنة بسنة عقد 850 ق م ابتداءً من سنة عقد 850 ق م على موقع المكتبة الوطنية الفرنسية
- التسلسل الزمني للتاريخ الحربي قبل الميلاد على موسوعة التاريخ الحربي.